# Viale Cavour
Viale Cavour è un'importante strada del centro storico di Ferrara, nonché asse di collegamento fra il Castello Estense e la stazione ferroviaria. Il suo tracciato è il proseguimento verso ovest di Corso della Giovecca, un'altra importante via della città che si estende ad est dal Castello Estense.

## Storia
In epoca medievale il sistema difensivo della città di Ferrara terminava a ridosso della Torre dei Leoni e si presentava come una cortina muraria rettilinea interrotta da numerose torri d'avvistamento. Le mura settentrionali, risalenti al 1339, furono collegate al Castello Estense nel 1385 assieme alla costruzione di un fossato antistante le mura per ostacolare gli attacchi nemici.
Si deve al 1469 la costruzione di una vasca di modeste dimensioni per abbeverare i cavalli durante l'estate, chiamata guazzaduro e voluta da Borso d'Este, la quale sorgeva nei pressi dell'antica chiesa di Santa Maria del Guazzaduro, meglio conosciuta come Santa Maria della Rosa, non più esistente a causa dei bombardamenti del 1944. Parte dell'antico chiostro è stato ricostruito mentre nell'area dove sorgeva il tempio vi fu eretto il palazzo INA nel 1957.
Alla fine del XV secolo, con l'Addizione Erculea voluta da Ercole I d'Este ed affidata a Biagio Rossetti e l'ampliamento del sistema difensivo a nord, il perimetro delle mura medievali perse di importanza e fu quindi abbattuto. Venne così ampliato il guazzaduro sino ai pressi del fossato del Castello Estense dove venne abbellito e reso molto simile ad uno specchio d'acqua ricco di pesci e uccelli acquatici. Durante gli anni successivi l'attraversamento del guazzaduro fu reso possibile con la costruzione di numerosi ponti che collegavano la città medievale con i nuovi borghi in costruzione al di là del fossato.

### Canale Panfilio
Completata la demolizione delle mura medievali verso la metà del Cinquecento, si procedette con l'interramento del fossato ad est della città e con la relativa costruzione di una nuova strada, l'attuale Corso della Giovecca. Fu nel 1577 che Alfonso II d'Este volle ampliare il fossato ad ovest del Castello Estense per trasformarlo in un canale navigabile che avrebbe condotto gli Este sino ai "luoghi di delizia", alcuni dei quali posti ad ovest delle mura e che sorgevano sull'antico Baluardo di San Benedetto: esso ospitava importanti edifici ducali e rigogliosi giardini ed è da questo particolare che il fossato prende il nome di Cavo dei Giardini.
Da questo momento il Cavo dei Giardini fu soggetto di diverse modifiche e trasformazioni, la prima delle quali avvenne nel 1601 quando al cavo vi fu immesso un secondo canale, collegante il Po con Ferrara, per meglio garantire i collegamenti con Pontelagoscuro e la città. L'opera di ampliamento del canale avvenne nel 1645 per volere del Cardinale Giovanni Stefano Donghi, insieme alla costruzione di due scalinate monumentali sormontate da due pilastri di marmo a ridosso del Castello Estense: una in corrispondenza di Corso della Giovecca e l'altra di fianco a Piazza Savonarola. Tale opera fu dedicata al Pontefice Innocenzo X Panfili e così al Cavo dei Giardini fu dato il nome di Canale Panfilio.

### Dal XVIII secolo
Fra il 1778 e il 1786 il canale Panfilio fu rettificato, ne furono migliorate le sponde e le due strade che correvano lungo di esso insieme alla sistemazione e riqualificazione dell'intera area del canale. I lavori furono completati con l'aggiunta di un'altra gradinata monumentale sormontata da due obelischi, collegata con quella già esistente ad est del Castello Estense. Ma tale stato di fatto fu destinato ad essere modificato più volte nel tempo, sino alla totale demolizione delle scalinate nel corso dell'Ottocento e la costruzione di un lungo piano inclinato per ovviare il dislivello causato dalla mancanza delle scale. Tale dislivello fu poi raccordato alle strade esistenti e prese successivamente il nome di Largo Castello.
La piantumazione delle essenze arboree lungo tutto il tratto del Canale Panfilio avvenne nel 1841 con filari di Mori papiriferi, sostituiti nel 1857 con due file di robinie. Nel 1846 venne invece demolito il Baluardo di San Benedetto insieme all'omonima Porta e al loro posto vi fu costruita la Barriera di Porta Po nel 1873. Tale assetto venne parzialmente modificato fra il 1890 e il 1892 su progetto dell'ingegnere Giacomo Duprà che vi costruì una barriera gemella a fianco a quella esistente. Entrambe le barriere furono successivamente distrutte dai bombardamenti della seconda guerra mondiale.
Nel 1861 il Comune di Ferrara decise l'inizio dei lavori per il tombamento del canale e la costruzione di una strada rettilinea che conducesse in città coloro che arrivavano dalla stazione di Ferrara. I lavori si conclusero nel 1880 con il tombamento totale del canale Panfilio e la piantumazione di quattro filari di tigli e ippocastani insieme alla dotazione dell'illuminazione a gas. A pochi metri dal Castello Estense sorse nel 1873 un'area verde conosciuta come Giardino Margherita, dotata di numerose essenze arboree e di una fontana. Tale area, anche se risulta di dimensioni inferiori rispetto al giardino originale, prese il nome di Giardini Garibaldi a fronte del posizionamento nel 1907 del monumento dedicato a Giuseppe Garibaldi, opera dello scultore Tullo Golfarelli. Tali giardini cambiarono poi nome nel 2013 a seguito di una decisione del Comune riguardante l'intitolazione di essi al terremoto che colpì la città e la regione nel maggio 2012, venendo così chiamati Giardini 20 e 29 maggio 2012.
Soltanto a seguito di una delibera del Consiglio Comunale del 17 febbraio 1883, il nuovo asse viario prese il nome di Viale Cavour.
Nel 1927 l'alberatura di viale Cavour venne modificata e ne fu ampliata la larghezza, con la conseguente riduzione dei Giardini Garibaldi e la demolizione della fontana. Un nuovo assetto della vegetazione avvenne nel 1961 con la sostituzione dei vecchi olmi con due filari di lecci, a loro volta sostituiti nel 1987 da tigli.

## Luoghi d'interesse
Lungo il viale sorsero, nel corso del XX secolo, numerosi palazzi e monumenti importanti, prevalentemente legati all'architettura razionalista, come il Palazzo delle Poste (1929), il Palazzo dell'Aeronautica (1935-1937), la Casa del Fascio (1928-1930), gli ex Magazzini Standa (1949-1952) e il più recente Palazzo INPS (1955-1957).
Da ricordare anche altri edifici di minori dimensioni ma ugualmente importanti per la loro storia e lo stile architettonico al quale si ispirarono, come Palazzo Panfilio, Villa Amalia, Villa Melchiorri, Villa Masieri-Finotti e Villa Fano.